# Deutsches Schwarzbuntes Niederungsrind

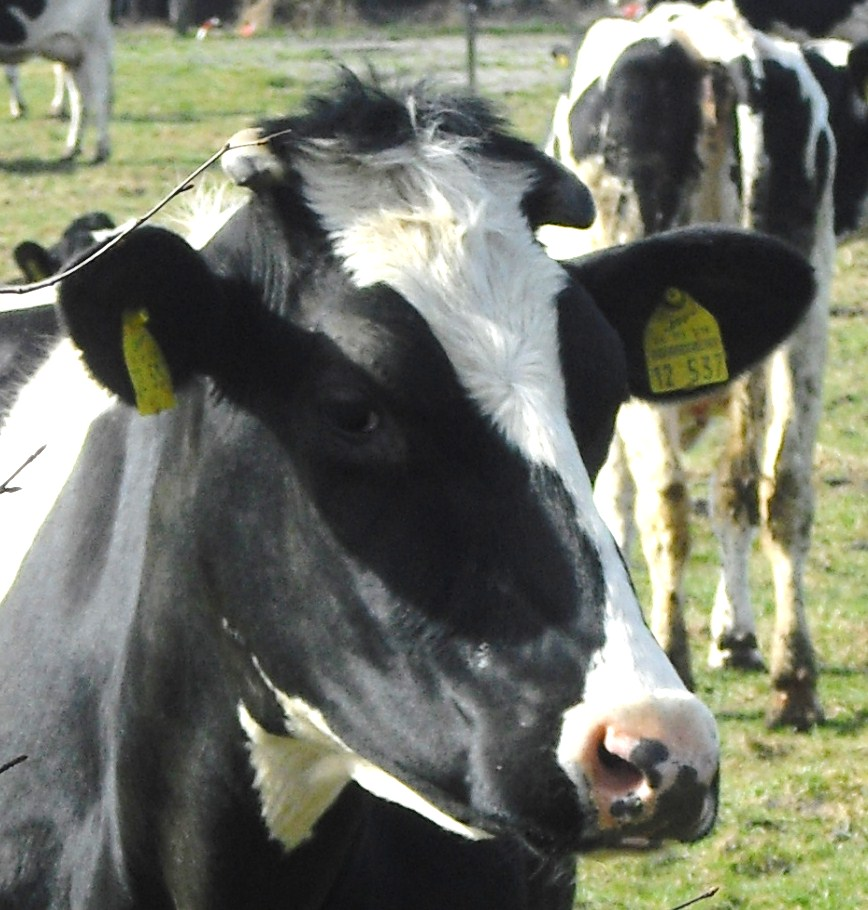
Ostfriesisches schwarzbuntes Rind

Das Schwarzbunte Niederungsrind, auch als Deutsches Schwarzbuntes Rind alter Zuchtrichtung bezeichnet, ist eine Hausrind-Rasse. In Deutschland heißt sie seit 2006 nach dem Beschluss der Zuchtverbände Deutsches Schwarzbuntes Niederungsrind (DSN). Im Rasseschlüssel ist ihr die Kennung 10 zugewiesen.
Die Rasse entstammt den Küstengebieten Norddeutschlands und der Niederlande. Das Schwarzbunte Niederungsrind ist kleiner als das in Deutschland dominierende Holstein-Rind und hat eine geringere Milchleistung. Es ist jedoch genügsamer und hat eine bessere Mastleistung, gilt daher als Zweinutzungsrind.

## Züchtungsgeschichte
Bis ins 18. Jahrhundert wurden an der Nord- und Ostseeküste Rinder verschiedener Farbe gezüchtet. Erst nach 1750 setzte sich der schwarz-weiße Farbschlag durch. 1878 wurde dann in Ostfriesland der erste Zuchtverband für das Schwarzbunte Niederungsrind gegründet, in der Folgezeit waren Ostfriesland und Ostpreußen die wichtigsten Zuchtgebiete. Die Rasse verbreitete sich über ganz Nord- und Mitteldeutschland.
Seit 1958 wurden in der Bundesrepublik Deutschland erstmals Holstein-Rinder in die Rasse eingekreuzt. Seit den 1960er Jahren konnten sich diese Einkreuzungen durchsetzen und es entstand das Deutsche Holstein-Rind.
In der DDR wurde aus dem Schwarzbunten Niederungsrind mit Hilfe des Jersey-Rindes und des Holstein-Rindes die Rasse Schwarzbuntes Milchrind (SMR) gezüchtet. Die ursprüngliche Zuchtrichtung des Schwarzbunten Niederungsrindes wurde in der DDR als Genreserve erhalten. Einzelne Züchter in der Bundesrepublik und Züchter in den Niederlanden konnten ebenfalls den ursprünglichen Typ des Rindes erhalten.
In Südamerika entstand aus den Schwarzbunten das Holländisch-Argentinische Rind.

## Merkmale/Zuchtziele
Schwarzbunte Niederungsrinder haben eine Widerristhöhe von 150 bis 162 cm (Bullen) bzw. 130 bis 140 cm (Kühe) und ein Gewicht von 1000 bis 1150 kg (Bullen) bzw. 550 bis 650 kg (Kühe). Sie sind behornt und die Kühe zeigen eine Milchleistung von jährlich etwa 7000 kg. Das Rind weist eine schwarz-weiße Färbung auf; das Euter, sowie die Beine und die Schwanzspitze sind weiß.
Durch seine Langlebigkeit, Fruchtbarkeit und Robustheit ist das Deutsche Niederungsrind eine beliebte Hausrindrasse im ökologischen Landbau und der Landschaftspflege.

## Gefährdung und Bestandsentwicklung
2013 gab es 8 Bullen und 2.722 Kühe in Deutschland. Frühere Erhebungen ergaben Bestände von etwa 2.200 im Jahr 1997 und ein Absinken auf knapp unter 2.000 im Jahr 2006. Danach stiegen die Zahlen bis 2016 auf 2.847 (w) / 71 (m) Tiere, um 2021 wieder auf 2514 bzw. 27 Zuchttiere zu sinken. Es steht 2022 in Stufe III (= gefährdet) auf der Roten Liste gefährdeter Nutztierrassen der Gesellschaft zur Erhaltung alter und gefährdeter Haustierrassen (GEH) und wurde zusammen mit dem Originalen Braunvieh und dem Glanrind zur „Gefährdeten Nutztierrasse des Jahres“ 2016 erklärt. Die GEH hat einen Betreuer für diese Rinderrasse berufen.